# Jacek Dobaczewski
Jacek Dobaczewski (ur. 9 maja 1952 w Płońsku) – polski fizyk, specjalista w dziedzinie fizyki jądrowej.

## Życiorys
Absolwent Liceum im. Jana Zamoyskiego w Warszawie (1969) oraz Wydziału Fizyki Uniwersytetu Warszawskiego, gdzie pracuje w Instytucie Fizyki Teoretycznej od ukończenia studiów w 1974. Stopień doktora nauk fizycznych uzyskał w 1979, doktora habilitowanego w 1991 (dzieło: Algebraiczne i samozgodne metody opisu kolektywnych wzbudzeń jąder atomowych) a tytuł profesora w 1997. Członek Komitetu Fizyki Polskiej Akademii Nauk oraz członek honorowy (Fellow) Amerykańskiego Towarzystwa Fizycznego.
Prowadzi współpracę naukową z wieloma światowymi ośrodkami naukowymi. Przebywał jako gościnny profesor m.in. w: Institut de Physique Nucléaire, Orsay (Francja), Centre d'Etudes Nucléaires de Saclay (Francja), California Institute of Technology, Pasadena (USA), Stellenbosch University (RPA), Centre de Recherches Nucléaires de Strasburg (Francja), University of Tennessee i Oak Ridge National Laboratory (USA). Aktualnie ściśle współpracuje z University of Jyväskylä (Finlandia).
Jego zainteresowania naukowe skupiają się wokół zagadnień związanych z badaniem metodami fizyki teoretycznej struktury jądra atomowego. Jest autorem ponad 300 oryginalnych prac naukowych, które uzyskały (stan na grudzień 2022) ponad 10000 cytowań i indeks Hirscha 56 (z ang. h-index).
Syn Wenedy Dobaczewskiej.